# Emission Impossible
Emission Impossible (с англ. — «Оплодотворение невыполнимо») — одиннадцатая серия третьего сезона мультсериала «Гриффины». Название эпизода пародирует название сериала «Миссия невыполнима». Премьерный показ состоялся 8 ноября 2001 года на канале FOX. В России премьерный показ состоялся 12 августа 2002 года на канале Рен-ТВ.

## Сюжет
Питер с Лоис отправляются навестить беременную сестру последней Кэрол. Во время визита у Кэрол начинаются схватки и Питер везёт её в больницу, где ему приходится самому принимать роды вместо потерявшего сознание доктора.
После этого случая Питер загорается идеей заиметь ещё одного, четвёртого ребёнка. Лоис относится к этому предложению с юмором, а вот подслушавший разговор Стьюи обеспокоен: ему совершенно не хочется иметь в доме конкурента, который будет младше него и на которого уйдет всё внимание семьи. Поэтому Стьюи всячески пытается помешать сексу родителей: начинает плакать, едва родители закроются в спальне, пачкает воротничок рубашки Питера губной помадой, забирается в робота (собственной конструкции) — точную копию отца и начинает оскорблять Лоис, но всё это не решает проблемы. Тогда Стьюи уменьшает себя и свой «космический корабль» и проникает внутрь Питера, чтобы уничтожить его сперму.
Итак, корабль Стьюи, вооружённый великолепными пушками, без труда уничтожает всю сперму Питера, за исключением одного особо юркого сперматозоида Бертрама. Бертрам весьма похож на Стьюи не только внешне, но и по своему интеллекту и амбициям. Сам Стьюи осознаёт это только после продолжительной погони и рукопашной схватки с ним. Малыши заключают союз друг с другом (в частности, оба мечтают убить Лоис), но у Стьюи не остаётся времени: его корабль вот-вот должен увеличиться обратно. В последнюю секунду малыш успевает покинуть тело отца и влететь в свою комнату.
Теперь Стьюи мечтает, чтобы у него появился такой брат, как Бертрам, но его родители уже передумали заводить нового ребёнка. Попытки подбить родителей на секс безуспешны: Питер уходит в туалет и там мастурбирует. Стьюи в отчаянии, думая, что его нерождённый брат погиб, будучи спущенным в унитаз, но тут он замечает Бертрама в слезинке в углу глаза отца и испытывает облегчение. Но вскоре облегчение сменяется опасением: а не умнее ли Бертрам его самого?

## Создание
Авторы сценария: Дэйв Коллард и Кен Гойн.
Режиссёр: Питер Шин.
Приглашённые знаменитости: Меджел Барретт (в роли ИИ микрокорабля Стьюи), Уоллес Шоун (в роли Бертрама) и Кэрол Кэйн.
Эпизод планировался к премьерному показу 19 сентября 2001 года, но был отложен в связи с событиями 11 сентября. 19 сентября вместо этого эпизода вышел «A Fish Out of Water».